# Thecla punona
Thecla punona är en fjärilsart som beskrevs av Clench 1944. Thecla punona ingår i släktet Thecla och familjen juvelvingar. Inga underarter finns listade i Catalogue of Life.